# Dickson Abiama
Dickson Abiama (ur. 3 listopada 1998 w Lagos) – nigeryjski piłkarz występujący na pozycji napastnika w niemieckim klubie SpVgg Greuther Fürth. Wychowanek Abarowei Football Academy, w trakcie swojej kariery grał także w takich zespołach, jak SpVgg Mögeldorf, SG Quelle Fürth oraz SC Eltersdorf.